# Chidr-Moschee (Samarkand)

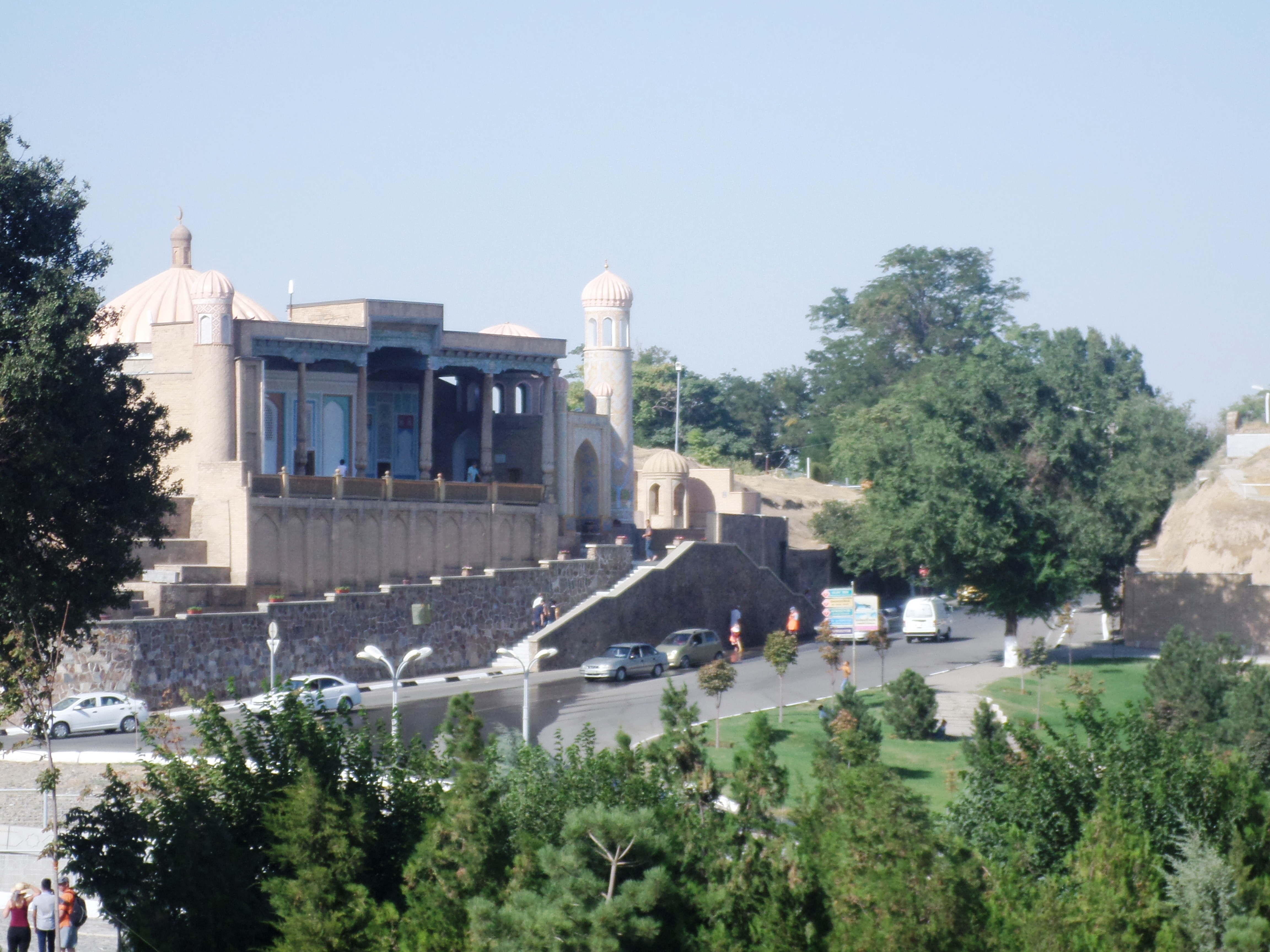
Die Chidr-Moschee von Samarkand 2015, darunter die Straße nach Taschkent

Die Chidr-Moschee (usbekisch Hazrati Xizr masjidi) in Samarkand ist eine Moschee, die dem islamischen Heiligen al-Chidr gewidmet ist. Sie steht etwa 300 Meter östlich des Shah-i-Sinda-Komplexes am südlichen Rand der Ruinen der Vorgängerstadt Afrasiab einige Meter über der alten Straße nach Taschkent. An der Stelle befand sich früher das wichtigste Stadttor Samarkands, das man auch „Eisernes Tor“ oder „Königstor“ nannte. Die Moschee hat heute in Usbekistan vor allem aus dem Grund eine besondere Bedeutung, dass sich der erste Staatspräsident des Landes Islom Karimov im September 2016 auf ihrem Grundstück begraben ließ.

## Architektur
Die Moschee, ein verhältnismäßig kleines Gebäude aus Ziegeln, das vor allem durch seinen asymmetrischen Aufbau bemerkenswert ist, hat eine nach Osten geöffnete und von Säulen getragene Bethalle. Die kassettenartig unterteilte Decke und das Gebälk sind bunt bemalt, die Säulen reich mit Schnitzereien verziert. Diese Säulenvorhalle und der sich anschließende Kuppelbau weisen Ähnlichkeiten mit der aus dem 18. Jahrhundert stammenden Bolo-Hovuz-Moschee in Buchara auf. Der Bau besitzt einen reichhaltigen Dekor, so eine hervorragend gestaltete Decke und Mihrabs, die an das Hodscha-Abd-ad-Darun-Mausoleum erinnern. Rechts an die Säulenvorhalle schließt sich ein über mehrere Stufen zu erreichender Kuppeltorbau an, der nur wenig von einem Minarett überragt wird, das eine für Samarkand untypische Form hat.

## Geschichte
Die Moschee wird namentlich zum ersten Mal im Bāburnāma des Mogulherrschers Babur erwähnt, das aus dem frühen 16. Jahrhundert stammt. Die Lage zwischen Afrasiab und der neuen Stadt Samarkand spricht jedoch dafür, dass die Moschee schon aus frühislamischer Zeit stammt. Der heutige Bau wurde um die Mitte des 19. Jahrhunderts errichtet. Inschriften, die an dem Gebäude angebracht sind, informieren darüber, dass 1854, 1884, 1899 und 1919 Erweiterungs- und Reparaturarbeiten stattfanden. Die Samarīya, ein persisches Pilgerhandbuch für Samarkand aus dem späten 19. Jahrhundert, erwähnt, dass Muzaffar ad-Dīn, der von 1860 bis 1885 über das Emirat Buchara herrschte, die Moschee restaurieren ließ.
Die Bauarbeiten von 1854 und 1884 fanden unter der Leitung des Architekten Baki Samarkandi statt, die Bauarbeiten von 1899 und 1919 unter der Leitung seines Sohnes Abd ul-Kadir Bakijew. Fotografien vom Ende des 19. Jahrhunderts zeigen die Moschee noch mit zwei gleich großen Minaretten, während der Kuppeltorbau fehlte. Er wurde wahrscheinlich erst 1919 zusammen mit dem größeren östlichen Minarett angefügt. Weitere Restaurierungs- und Reparaturarbeiten fanden zwischen 1967 und 1972 statt. Der heutige Baudekor wird der Restaurierung zugeschrieben, die Anfang des 20. Jahrhunderts unter Leitung von Abd ul-Kadir Bakijew durchgeführt wurde.
Am 3. September 2016 wurde der usbekische Staatspräsident Islom Karimov auf dem Grundstück der Moschee begraben. Über seinem Grab wurde ein Mausoleum errichtet, das am 30. Januar 2018 in Anwesenheit von Staatspräsident Shavkat Mirziyoyev feierlich eröffnet wurde.

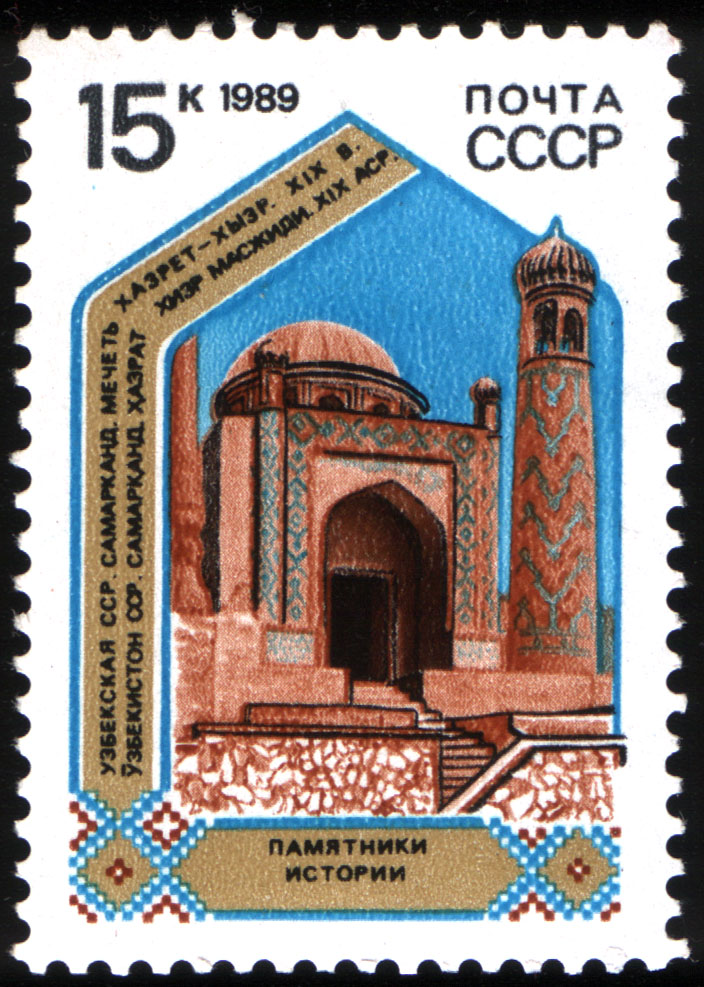
Die Moschee auf einer sowjetischen Briefmarke 1989
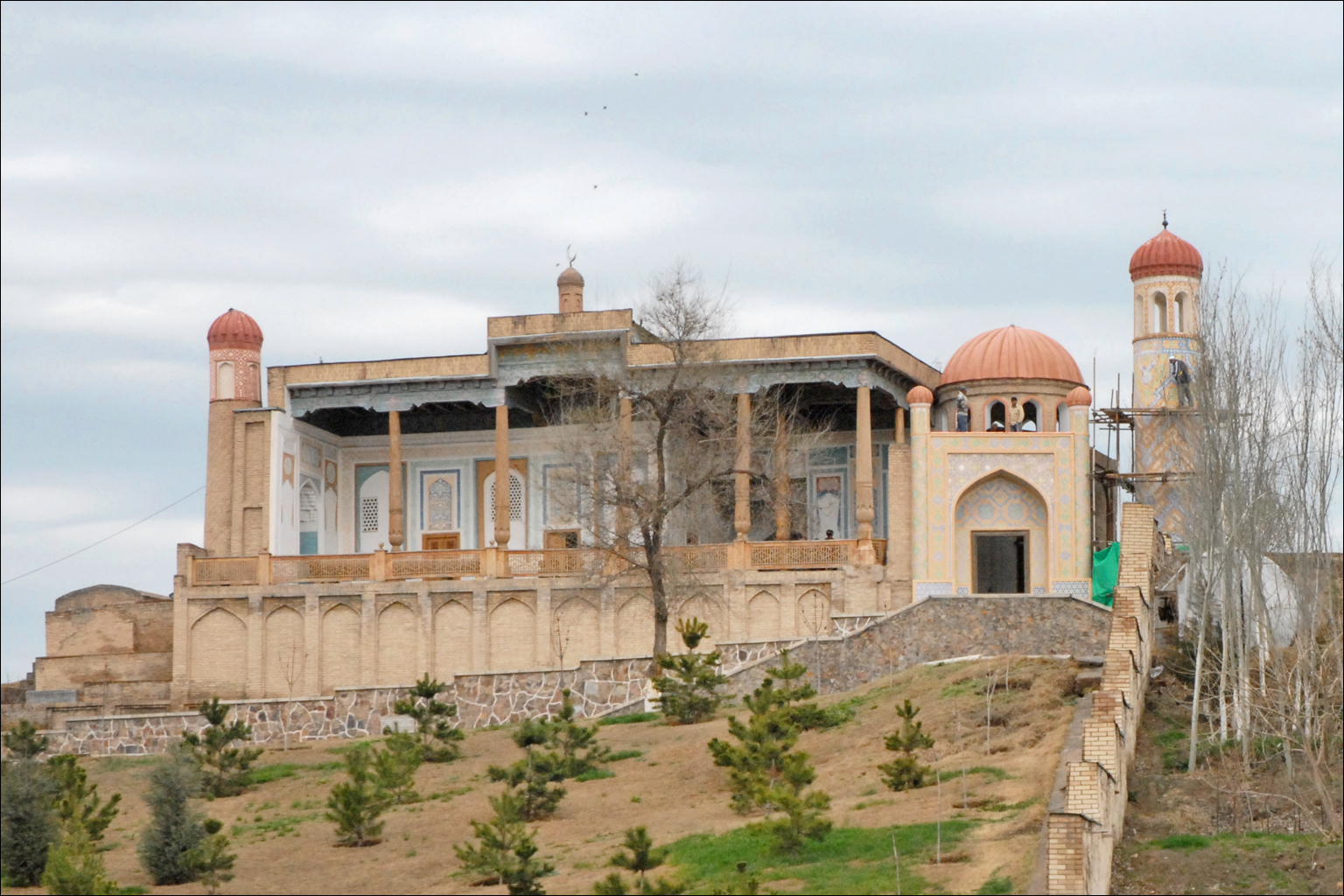
Die Chidr-Moschee im Jahre 2011
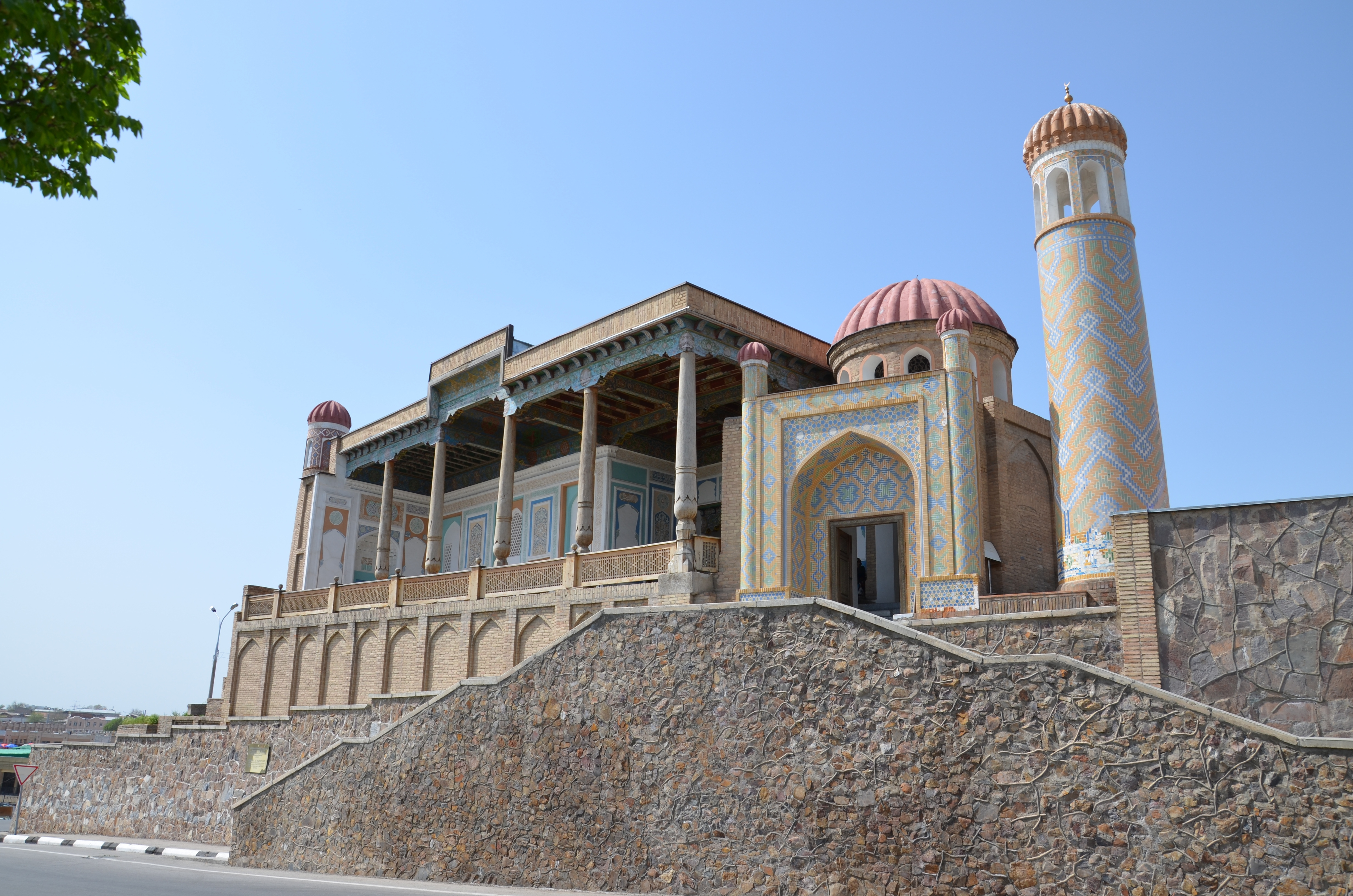
… und im Jahre 2013
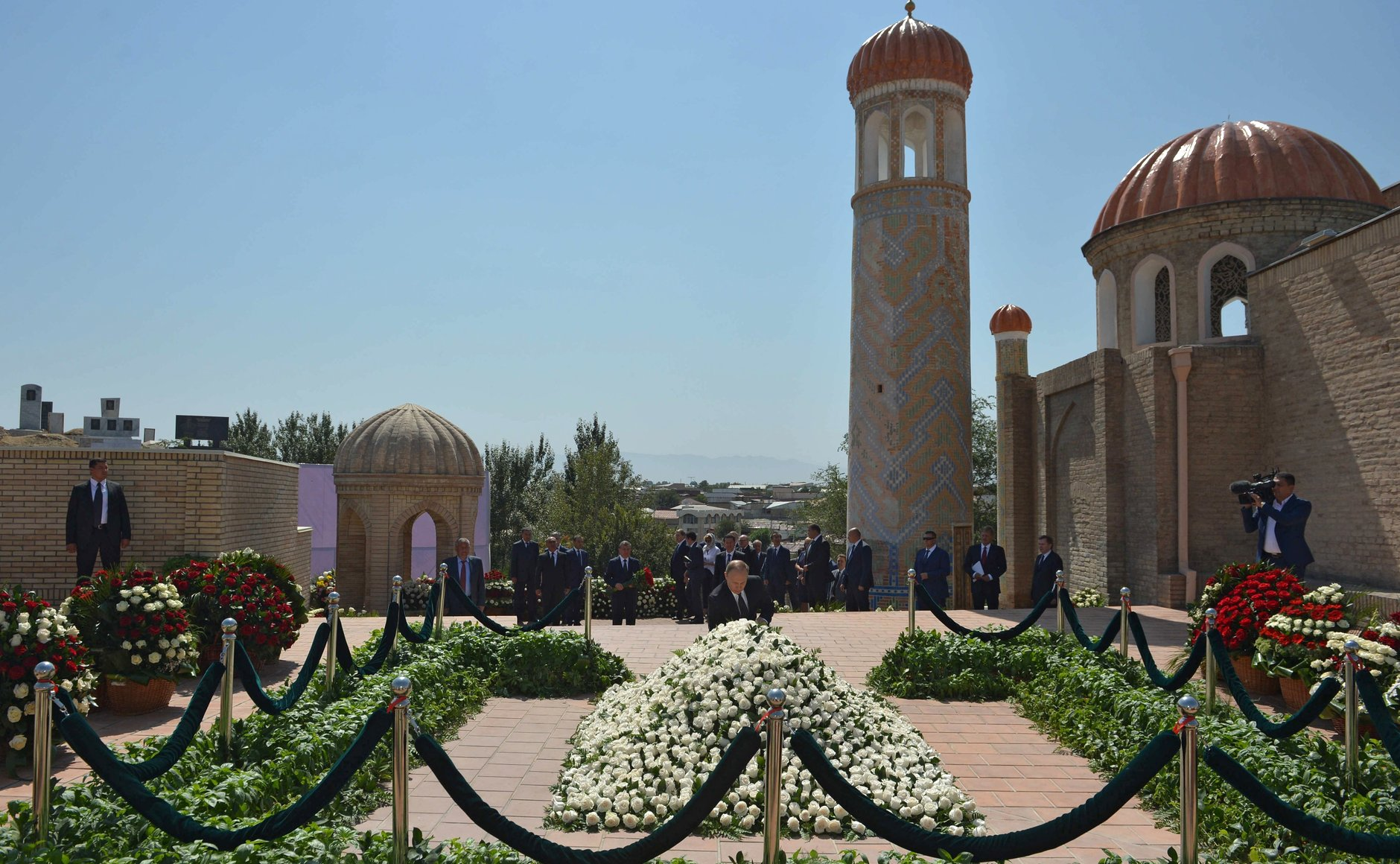
Wladimir Putin beim Besuch des Grabes von Islam Karimov 2016
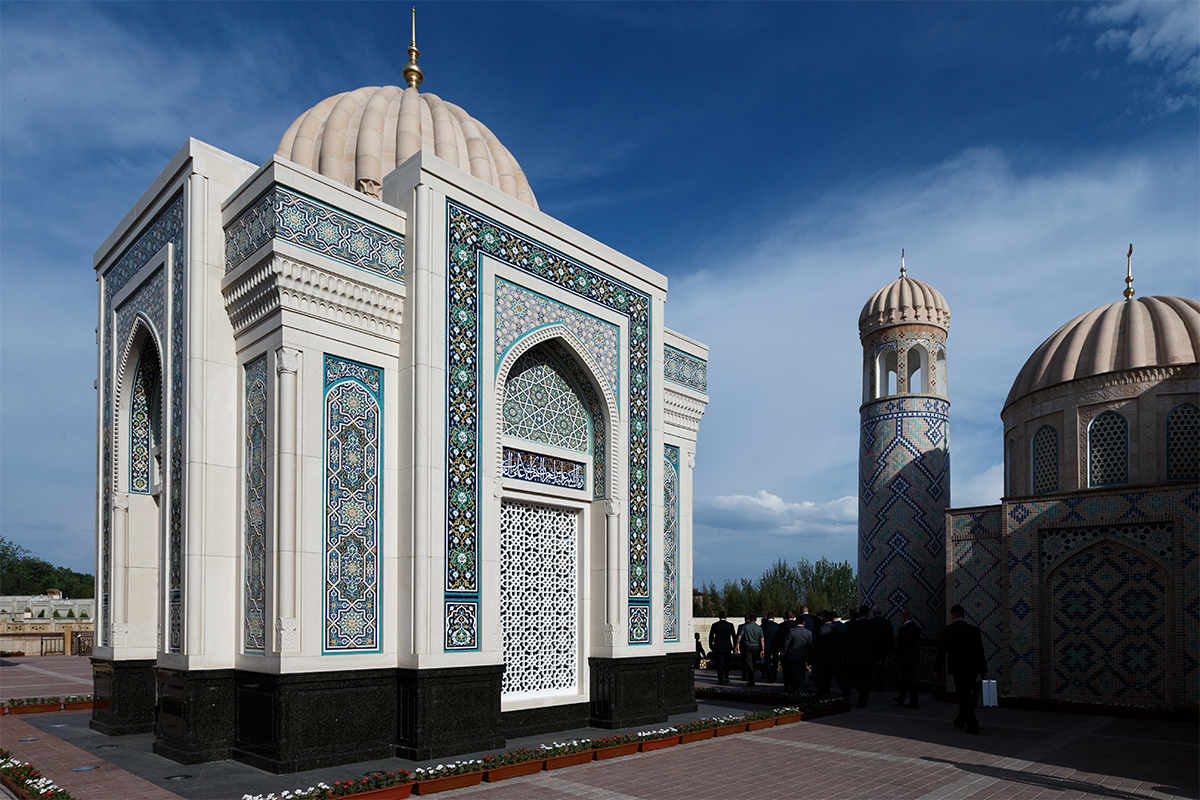
Das Mausoleum von Islam Karimov im Hof der Chidr-Moschee

## Legenden
In der lokalen Samarkander Tradition sind mit der Moschee viele Legenden verbunden. Nach der Samarīya, dem persischen Pilgerhandbuch für Samarkand von Abū Tāhir Chādscha Samarqandī, ist die Chidr-Moschee die erste Moschee gewesen, die man in Samarkand errichtet hat. Qutaiba ibn Muslim soll sie auf Weisung Chidrs gebaut haben. Nach einer anderen Überlieferung, die Samarqandī anführt, soll sogar Chidr selbst den Grundstein zu ihr gelegt haben, während die Prophetengefährten sie nach der Qibla ausrichteten. Einige sollen dagegen erzählt haben, dass Chidr auch den Mihrab aufgerichtet habe. Eine weitere Überlieferung besagt, dass jeder, der an 40 Montagen sein Fadschr-Gebet in der Moschee verrichtet, mit Chidr zusammentreffen soll.